# Tunnel du Mont-Sion
Le tunnel du Mont-Sion est un tunnel autoroutier de France situé en Haute-Savoie et permettant le franchissement de la montagne de Sion au niveau du col du Mont-Sion situé à 785 mètres d'altitude. C'est le plus important des ouvrages construits lors de la réalisation de la LIANE (liaison Annecy Nord Express), la partie nord de l'autoroute A41. L'entrée nord du tunnel est situé sur la commune de Présilly, l'entrée sud sur celle d'Andilly et le tunnel traverse en souterrain une petite partie du territoire de la commune de Saint-Blaise.

## Caractéristiques
Le tunnel est constitué de deux tubes d'une longueur de 3 100 mètres. Son diamètre est de 10,7 m (11,96 m excavés), avec une bande roulante de 8,5 m de largeur et avec une couverture maximale de 150 m.

## Histoire
Après le démarrage d'une galerie de reconnaissance à partir de juillet 1998, sa construction a duré deux ans et le tunnel a été mis en service en 2008.
Comme le projet traversait de la molasse, un tunnelier à front ouvert a été utilisé, le revêtement préfabriqué et posé au fur et à mesure de l'avancée ; 18 300 voussoirs ont été fabriqués dans une usine spécialement créée et posés pendant la construction. Cette méthode a permis un creusement très rapide par le tunnelier Adélaïde, de sept mois et demi pour le premier tube et six mois pour le deuxième. Le tunnel comporte 8 intertubes, 20 niches de sécurité et 15 d'incendie par tube.